# Террелл (Арканзас)
Террелл (англ. Turrell, Arkansas) — город, расположенный в округе Криттенден (штат Арканзас, США) с населением в 957 человек по статистическим данным переписи 2000 года.

## География
По данным Бюро переписи населения США город Террелл имеет общую площадь в 13,99 квадратных километров, водных ресурсов в черте населённого пункта не имеется.
Террелл расположен на высоте 69 метров над уровнем моря.

## Демография
По данным переписи населения 2000 года в Террелле проживало 957 человек, 222 семьи, насчитывалось 326 домашних хозяйств и 357 жилых домов. Средняя плотность населения составляла около 67,9 человек на один квадратный километр. Расовый состав Террелла по данным переписи распределился следующим образом: 19,44 % белых, 78,79 % — чёрных или афроамериканцев, 0,10 % — коренных американцев, 0,73 % — представителей смешанных рас, 0,94 % — других народностей. Испаноговорящие составили 2,93 % от всех жителей города.
Из 326 домашних хозяйств в 30,7 % — воспитывали детей в возрасте до 18 лет, 32,5 % представляли собой совместно проживающие супружеские пары, в 29,1 % семей женщины проживали без мужей, 31,9 % не имели семей. 27,6 % от общего числа семей на момент переписи жили самостоятельно, при этом 11,7 % составили одинокие пожилые люди в возрасте 65 лет и старше. Средний размер домашнего хозяйства составил 2,94 человек, а средний размер семьи — 3,70 человек.
Население города по возрастному диапазону по данным переписи 2000 года распределилось следующим образом: 34,1 % — жители младше 18 лет, 8,7 % — между 18 и 24 годами, 23,6 % — от 25 до 44 лет, 21,4 % — от 45 до 64 лет и 12,2 % — в возрасте 65 лет и старше. Средний возраст жителей составил 33 года. На каждые 100 женщин в Террелле приходилось 90,6 мужчин, при этом на каждые сто женщин 18 лет и старше приходилось 79,3 мужчин также старше 18 лет.
Средний доход на одно домашнее хозяйство в городе составил 15 000 долларов США, а средний доход на одну семью — 21 750 долларов. При этом мужчины имели средний доход в 26 250 долларов США в год против 14 861 доллар среднегодового дохода у женщин. Доход на душу населения в городе составил 8908 долларов в год. 38,1 % от всего числа семей в округе и 41,0 % от всей численности населения находилось на момент переписи населения за чертой бедности, при этом 50,8 % из них были моложе 18 лет и 30,4 % — в возрасте 65 лет и старше.